# トゥクロール族
トゥクロール族（トゥクルールぞく）は、西アフリカの民族（プル族の一派）。

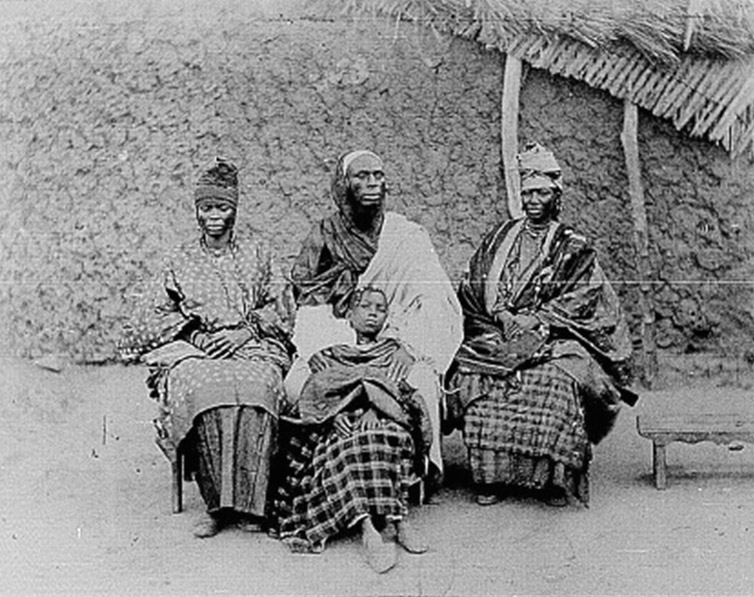
Alpha Segaと呼ばれるトゥクロール族の通訳とその姉妹（1882年撮影）

セネガル川中流を起源とし、セネガルでは人口の約10%を占め、ダカールからマタム、バケルにかけての地方に分布し、農業、牧畜、漁業を兼業している。
さらに、現代セネガルでは商人の民族として知られ、国内で活発に商店を営んでいる一方、ヨーロッパなどに出稼ぎの親類を持ち、流通ネットワークを確立している。
また、モーリタニア、マリ、ギニアにも分布する。
トゥクロール族は、鉄器時代のテクルール王国王国の子孫である。
トゥクロール族は、プル語と呼ばれるフラニ語西部方言を話す。彼らは自分たちのことをHaapulaaren（プル語を話す人々）と呼ぶ。彼らの多くはイスラム教徒で、他のプル族との違いは、彼らが定住民族である点ぐらいである。
トゥクロール族の社会は、家父長制度と12のカーストに分けられる階層制度に特徴づけられる。最高位のカーストは、宗教指導者マラブーらのトーロベと言われるカーストである。 
エルハジ・ウマル・タール (w:El Hadj Umar Tall) が、19世紀、マリでトゥクロール帝国（1848年–1890年）を築いた。